# Tania Young
Tania Young (Soorts-Hossegor, 14 ottobre 1977) è una conduttrice televisiva francese.

## Biografia
Tania Young è nata il 14 ottobre 1977 nel comune francese di Soorts-Hossegor. Si è diplomata alla École de journalisme de Toulouse nel 2000.

## Esperienze lavorative
Dal luglio del 2005 al febbraio del 2008 ha presentato le previsioni del tempo su I-Télé, il canale di notizie continue "filiale" di Groupe Canal+.
Nel marzo 2008 si è unita a France 2 per presentare le previsioni del tempo per il gruppo France Télévisions.
Durante l'Estate 2008 ha presentato il gioco a premi Le 4e duel, in onda ogni sabato e domenica alle ore 19 sul canale France 2.
Nell'Ottobre 2008 ha presentato, sempre su France 2 e insieme a Jamy Gourmaud il programma Incroyables Expériences, dedicato agli esperimenti scientifici.
Nel marzo del 2009 ha collaborato alla produzione del reality-documentario Le jeu de la mort (Reality: Ultima frontiera), basato sull'esperimento di Milgram del 1961.
A metà settembre del 2010 ha fatto il suo debutto come ospite a radio SNCF.
Nel dicembre 2010 ha co-condotto, su France 2 e France 3, le trasmissioni di Telethon insieme a Sophie Davant, Olivier Minne e Cyril Hanouna.
Nei mesi di novembre e dicembre 2010 ha condotto lo spettacolo di intrattenimento Les imitateurs font leur show.
Nel gennaio 2011 ha rimpiazzato Patricia Loison a capo della rivista Faut pas rêver.